# Комарівщина (заказник)
Комарі́вщина — ландшафтний заказник загальнодержавного значення. Розташований у Самарівському районі Дніпропетровської області.
Площа 288 га, створений 1983 року.
Охороняється територія з лісовими та степовими природними комплексами на правобережжі річки Самари (права притока Дніпра). Особливу цінність мають байрачні лісові масиви природного походження в умовах яружно-балкового рельєфу. Основними лісотвірним породами є дуб звичайний, сосна звичайна, в'яз, акація біла. У підліску — ліщина, бруслина, клен татарський, вишня степова тощо. У трав'яному покрові зростають рідкісні види рослин: крокус сітчастий, брандушка весняна, ковила волосиста, ковила Лессінга, занесені до Червоної книги України, а також горицвіт весняний, ясенець голостовпчиковий, шоломниця висока.
Багатий і різноманітний тваринний світ. З рідкісних тварин трапляються тхір степовий, перегузня звичайна, гадюка степова східна, занесені до Червоної книги України.
Заказник має наукове, рекреаційно-пізнавальне значення.